# Ettenhausen an der Suhl
Ettenhausen a.d. Suhl este o comună din landul Turingia, Germania.